# 3-й гвардейский отдельный моторизованный штурмовой инженерно-сапёрный батальон
3-й гвардейский отдельный моторизованный штурмовой инженерно-сапёрный батальон — воинская часть Вооружённых Сил СССР во время Великой Отечественной войны.

## История изменения названия части

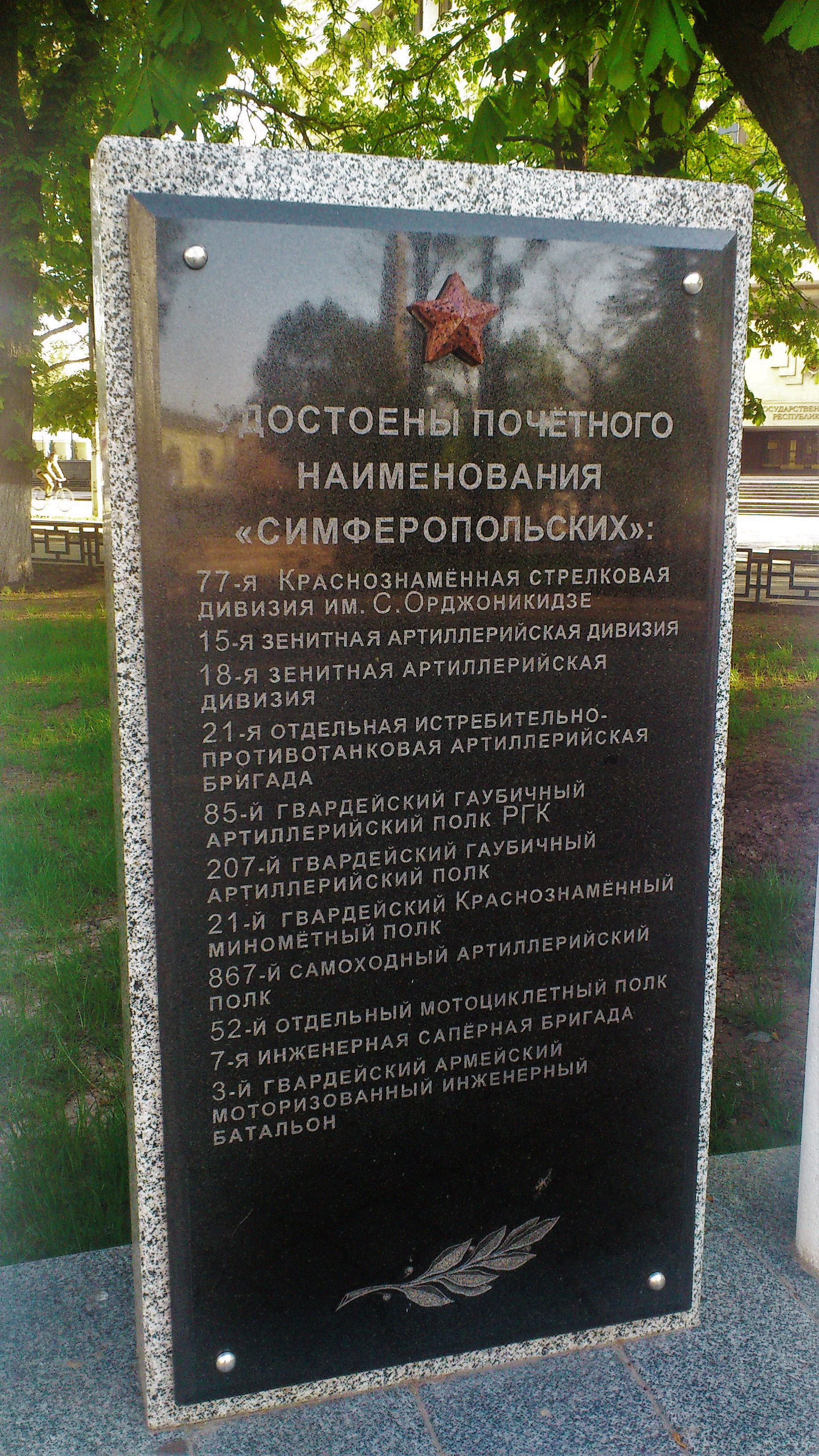
Таблица в Парке Победы в Симферополе с перечнем частей, удостоенных почётного наименования «Симферопольских»

| 119-й отдельный моторизованный инженерный батальон | 7 января 1942 |
| 3-й Гвардейский отдельный моторизованный инженерный батальон | 1 апреля 1943 |
| 3-й Гвардейский отдельный моторизованный инженерный Симферопольский батальон | 1944          |
| 3-й Гвардейский отдельный мото-штурмовой инженерно-сапёрный Симферопольский батальон | 24 мая 1944   |
| 3-й Гвардейский отдельный мото-штурмовой инженерно-сапёрный орденов Александра Невского и Красной Звезды Симферопольский батальон 22-й Гвардейской Моторизованной Штурмовой Инженерно-Сапёрной Берлинской бригады РГК | май 1945      |
| 7-й Гвардейский инженерно-сапёрный орденов Александра Невского и Красной Звезды Симферопольский батальон 2-й Гвардейской инженерно-сапёрной Берлинской бригады                                                        | ноябрь 1945   |

## Краткая история части
7 января 1942 на базе 7-го Запасного инженерного полка, который был расформирован, сформирован 119-й отдельный моторизованный инженерный батальон. Подготовка к применению и обучение подразделений батальона происходила в местечке Боково Пензенской области, а затем в городе Бобров Воронежской области.
1 мая 1942 года батальон направлен на фронт на Харьковское направление.
В августе — декабре 1942 года батальон обеспечивал переправу войск через реку Волга 62-й Армии в Сталинград.

## Боевые заслуги
1 апреля 1943 года за стойкость и героизм в боях за Сталинград 119-й отдельный моторизованный инженерный батальон переименован в 3-й Гвардейский отдельный моторизованный инженерный батальон (Приказ НКО № 147).
После Сталинградской битвы батальон участвовал в боях за освобождение города Ростова.
С июля 1943 года батальон участвует в составе 5-й Ударной Армии в боях по освобождению Донбасса.
С октября 1943 года батальон вошёл в оперативное подчинение 19 Танкового Корпуса, участвовал в штурме Турецкого Вала, в Крымской наступательной операции.
13 апреля батальон вместе с танками ворвался в г. Симферополь. За это получил почётное наименование «Симферопольский» и стал именоваться:
3-й Гвардейский отдельный моторизованный инженерный Симферопольский батальон.
За Крымскую операцию в батальоне было награждено 146 человек, из них 6-ти присвоено звание Героя Советского Союза: Поддубный Николай Иванович; Абдулманапов Магомед-Загид; Велигин Пётр Владимирович; Тимошенко Иван Терентьевич; Задорожный Михаил Алексеевич; Захарченко Григорий Никифорович.

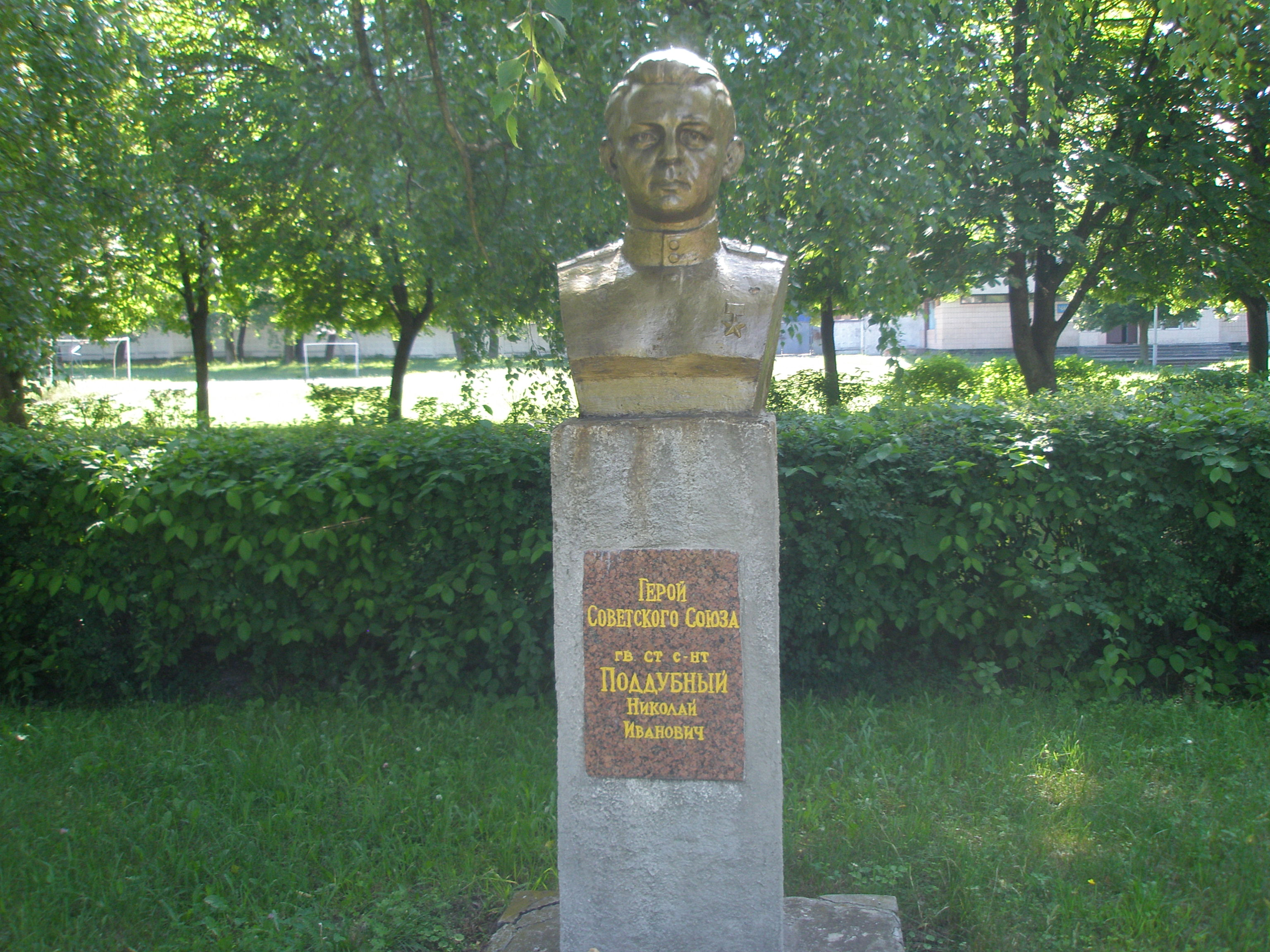
Поддубный Николай Иванович

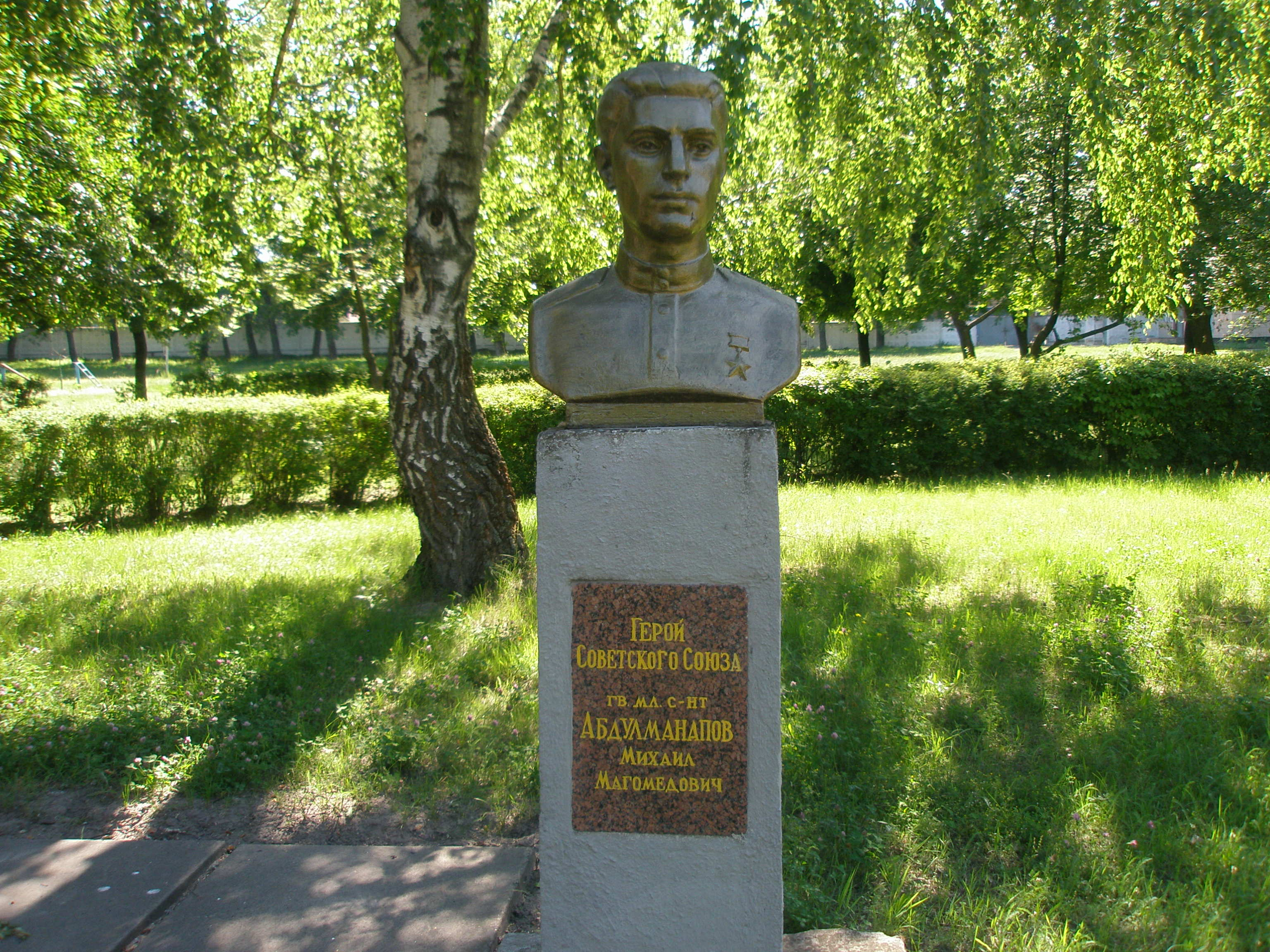
Абдулманапов Магомед-Загид

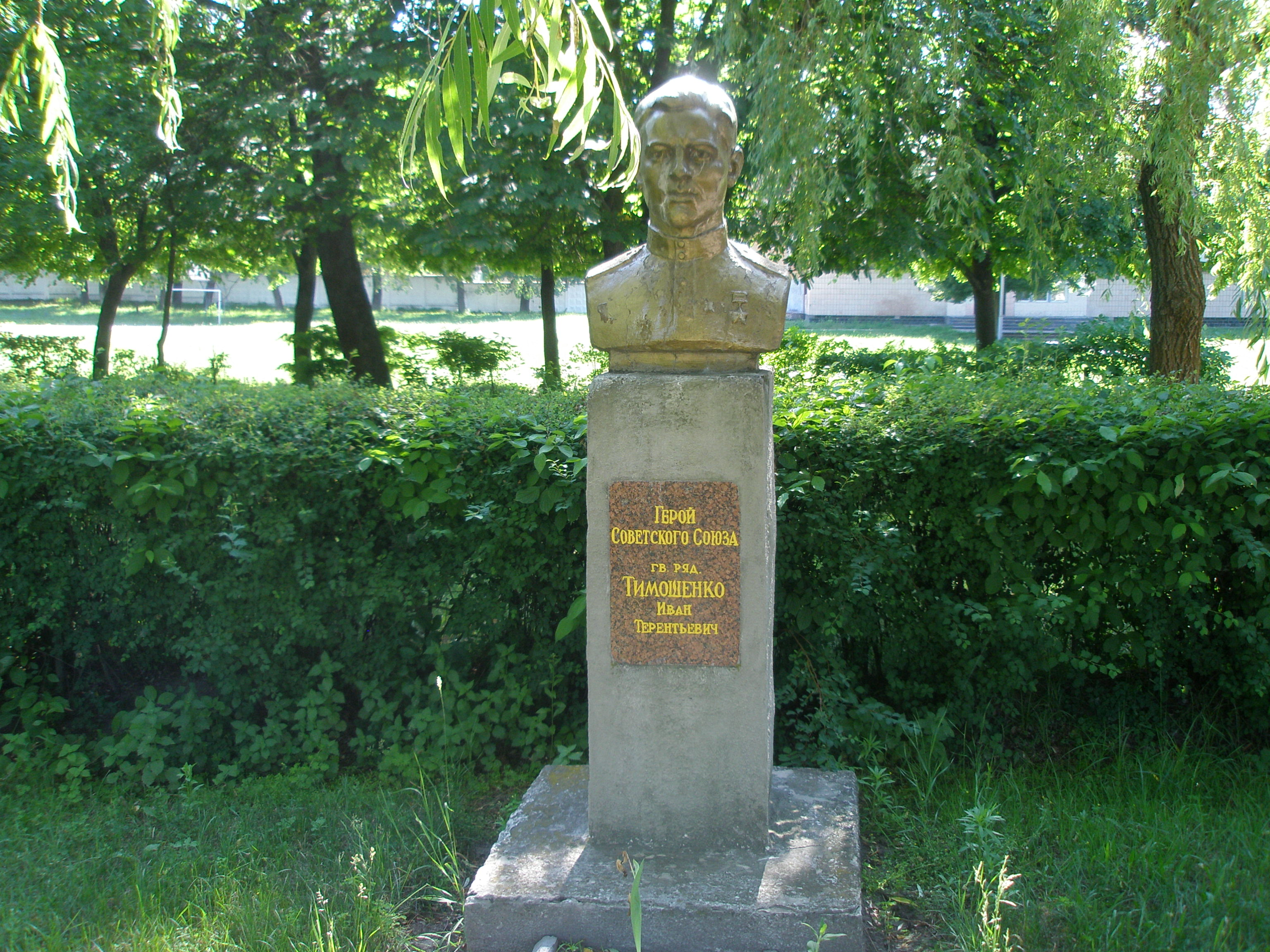
Тимошенко Иван Терентьевич

Задорожный Михаил Алексеевич

Захарченко Григорий Никифорович

В честь 6-ти сапёров — Героев Советского Союза, на территории воинской части-наследницы, в городе Бровары, в 1984 году, к 40-й годовщине их подвига и 40-й годовщине создания 22-й Гвардейской Моторизованной Штурмовой Инженерно-Сапёрной Берлинской бригады РГК благодарными потомками саперов-героев была создана Аллея Героев.

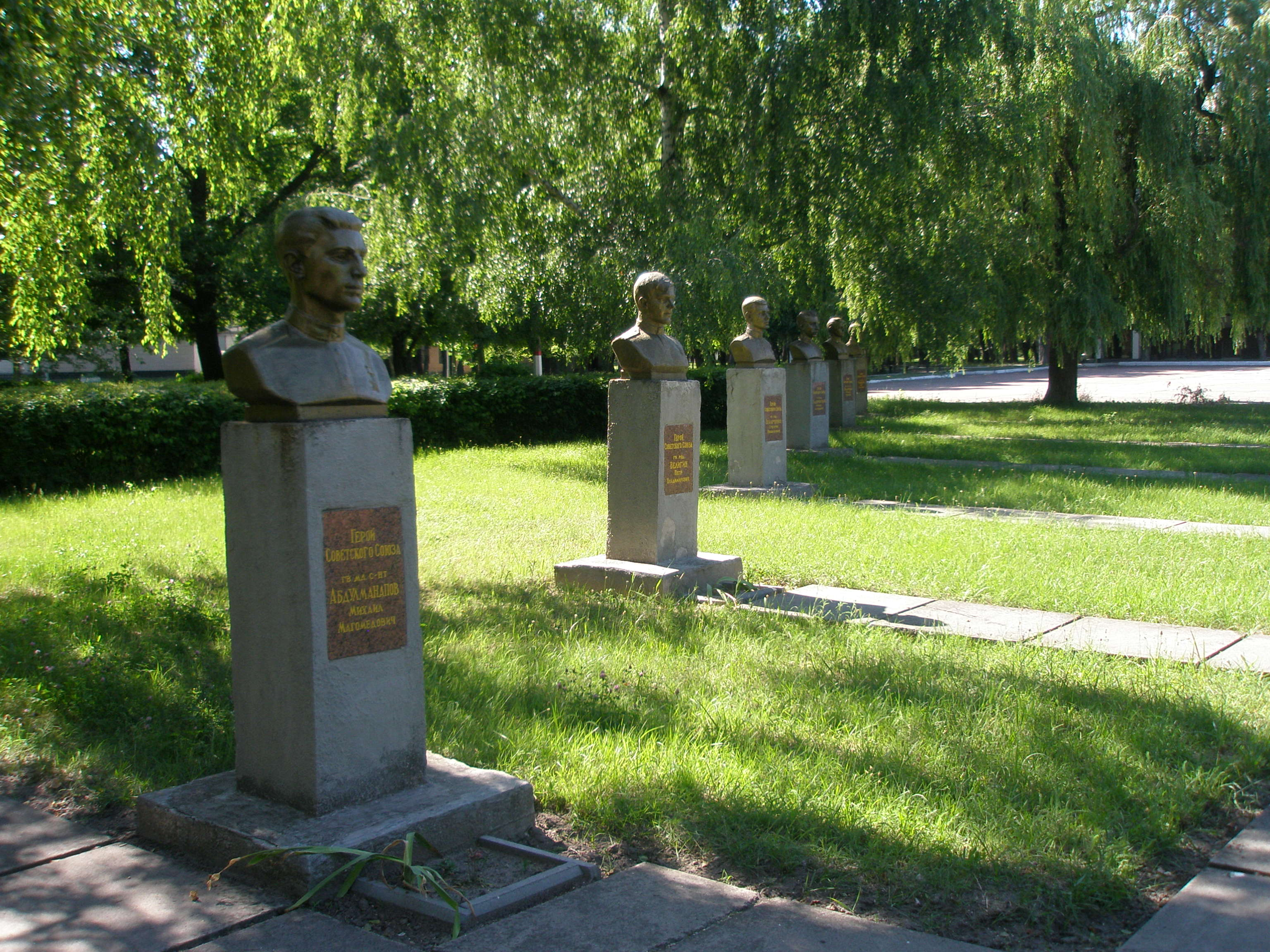
Аллея Героев БРОВАРЫ

После боёв по освобождению Крыма батальон перешёл на другой штат и стал именоваться 3-й Гвардейский отдельный мото-штурмовой инженерно-сапёрный Симферопольский батальон (п.п. 19604).
В этом составе в мае 1944 года в районе г. Симферополь (Крым) — с. Красное батальон вошёл в состав 22-й Гвардейской моторизованной штурмовой инженерно-сапёрной бригады резерва Главного Командования (п.п.31941).
За отличное выполнение боевых заданий на фронте борьбы с немецко-фашистскими захватчиками в боях за города — Ратибор, Рыбник, Зорау, Потсдам, Берлин, Дрезден в составе 22-й Гвардейской моторизованной штурмовой инженерно-сапёрной бригады резерва Главного Командования 3-й Гвардейский отдельный мото-штурмовой инженерно-сапёрный Симферопольский батальон был награждён орденами Александра Невского и Красной Звезды (Указы Президиума Верховного Совета СССР от 25.05.45, от 26.04.45).
С июня 1945 года батальон стал именоваться 3-й Гвардейский отдельный мото-штурмовой инженерно-сапёрный орденов Александра Невского и Красной Звезды Симферопольский батальон в составе 22-й Гвардейской Моторизованной Штурмовой Инженерно-Сапёрной Берлинской бригады РГК.
В ноябре 1945 года, после переформирования 22-й Гвардейской Моторизованной Штурмовой Инженерно-Сапёрной Берлинской бригады РГК во 2-ю Гвардейскую инженерно-сапёрную Берлинскую бригаду батальон стал именоваться 7-й Гвардейский инженерно-сапёрный орденов Александра Невского и Красной Звезды Симферопольский батальон 2-й Гвардейской инженерно-сапёрной Берлинской бригады.